# خاما بيليات
خاما بيليات ((بالإنجليزية: Khama Billiat)‏؛ مواليد 19 أغسطس 1990 في هراري) هو لاعب كرة قدم زيمبابوي محترف يجيد اللعب كلاعب وسط لصالح نادي كايزر تشيفز الجنوب الأفريقي في دوري جنوب أفريقيا الممتاز لكرة القدم. يلعب أيضًا لصالح منتخب زيمبابوي.

## روابط خارجية
- خاما بيليات على موقع الاتحاد الدولي (مؤرشف)  (الإنجليزية)
- خاما بيليات على موقع قاعدة بيانات كرة القدم.إي يو (الإنجليزية)
- خاما بيليات على موقع ناشيونال فوتبول تيمز (الإنجليزية)
- خاما بيليات على موقع Soccerway.com (الإنجليزية)